# Поляризований ландшафт
Поляризований ландшафт (поляризована біосфера)  — концепція культурного ландшафту з територіальною структурою, що припускає гармонійне співіснування природних зон і діяльності людини.
Довкілля, сформоване по концепції поляризованого ландшафту, містить розташовані уздовж доріг поселення і смуги паркових зон. «Мережі» з поселень і парків накладаються на «фон» з сільськогосподарських земель, при цьому величина і межі окремих зон поляризованого ландшафту будуть різними залежно від умов конкретної місцевості. Заповідники і інші природоохоронні території з одного боку, і, з іншого боку, центри міст і індустріальні райони розглядаються як однаковою мірою важливі і протилежні (полярні) частини середовища. Між ними розташовуються інші функціональні зони, проміжні по щільності постійного населення, по мірі інтенсивності землеприродокористування, по транспортній доступності.
Згідно концепції поляризованого ландшафту, природоохоронні території, розташовані між антропогенними територіями, також повинні об'єднуватися в єдине ціле (так званий еконет) через зелені коридори. При цьому передбачається, що початкові «мережі» (чи первинний план-картоїд) на реальній місцевості утворюються з урахуванням потреб антропогенної інфраструктури і особливостей ландшафту, таких як рельєф і водоки.
Концепцію поляризованого ландшафту як одного з підходів функціонального зонування території запропонував радянський і російський географ Борис Борисович Родоман в 1970 році. За межами Росії і СРСР ця концепція поширення не отримала. З точки зору Родомана, концепція поляризованого ландшафту відрізняється від аналогічних концепцій, оскільки зважає на місцеву специфіку.